# فرازير أندرسون
فرازير أندرسون (بالإنجليزية: Fraser Anderson) هو لاعب دوري الرغبي نيوزيلندي، ولد في 20 أبريل 1984 في أوكلاند في نيوزيلندا.